# 可定向性

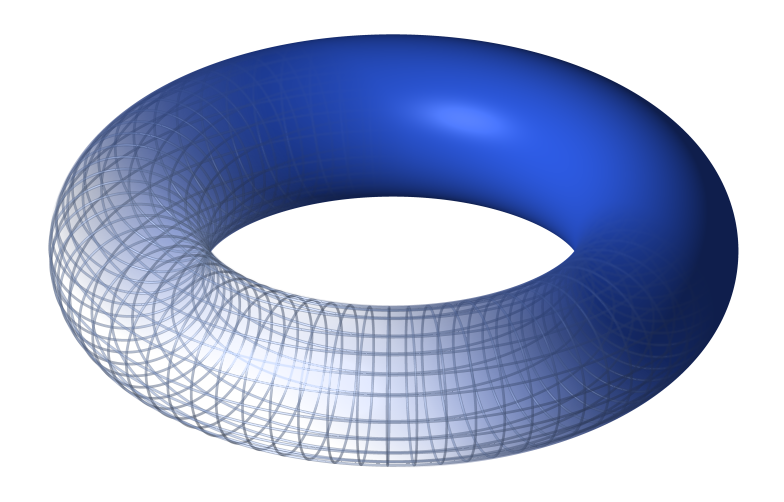
环面是可定向曲面。

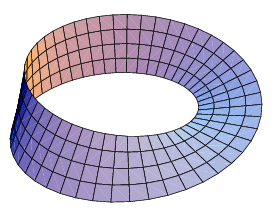
莫比乌斯带是不可定向曲面。

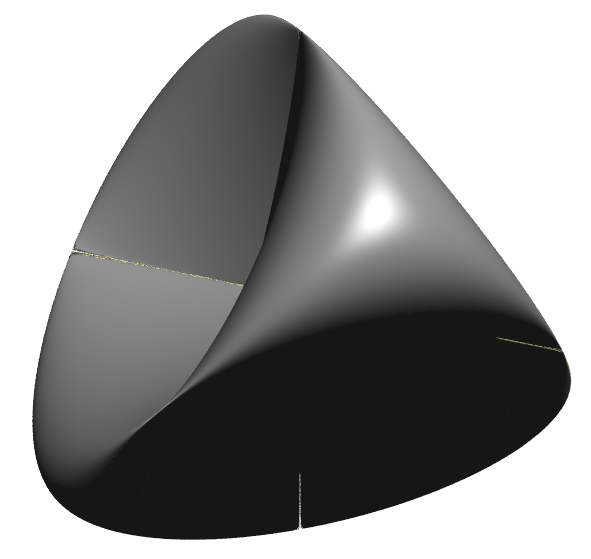
罗马曲面不可定向。

欧几里得空间R3中一个曲面S是可定向（orientable）的如果一个二维图形（比如）沿着曲面移动后回到起点不能使它看起来像它的镜像。否则曲面是不可定向（non-orientable）的。
更确切地，应用于非嵌入曲面，一个曲面可定向如果不存在从二维球B与单位区间的乘积到曲面的连续函数{\displaystyle f:B\times [0,1]\to S}，使得f(b,t)=f(c,t)当且仅当b=c对任何t ∈ [0,1]，并存在一个反射映射使得f(b,0) = f(r(b),1)对每个b ∈ B。
一个抽象曲面（即一个二维流形）可定向如果在曲面上连续存在一个一致的逆时针方向旋转概念。这等价于问平面是否包含一个子集同胚于莫比乌斯带。从而对曲面来说，莫比乌斯带可认为是所有不可定向性之来源。
嵌入在R3中的曲面在的意义下可定向当且仅当它作为一个抽象曲面可定向。

## 已定向与可定向
对一个可定向曲面，一个一致的“逆时针方向”选取称为一个定向（orientation），曲面称为已定向（oriented）。一个可定向曲面恰有两个定向，一个已定向曲面和可定向曲面的区别很小常忽略不计。一个可定向曲面是一个存在定向的抽象曲面，而已定向曲面是一个抽象可定向曲面，并包含了选取两个可能的定向之一的额外数据。

## 例子
大部分我们在物理世界中遇到的曲面是可定向的。例如球面、平面与环面是可定向的。但是莫比乌斯带、实射影平面与克莱因瓶不可定向。它们，在三维空间中看起来都只有一“侧”。（注意：实射影空间与克莱因瓶不能嵌入R3，只能良好相交地浸入。）所谓“侧”，从几何上来看局部相当于选取一个连续的单位法向量场。
注意到一个嵌入曲面局部都有两侧，从而一只近视蚂蚁在单侧曲面上爬可能认为有“另一侧”。一侧性的本质是蚂蚁可以从曲面的一边爬到“另一侧”（相当于单位法向量改变符号），而不穿过曲面或越过边界，只是爬得足够远。两侧性相当于可以整体选取一个连续的单位法向量场。
一般地，可定向性不等价于具有两侧；但如果环绕空间（比如上面的R3）可定向也是成立的。例如，一个环面可以嵌入{\displaystyle K^{2}\times S^{1}}只有一边，而克莱因瓶在这个空间中也只有一边；这里{\displaystyle K^{2}}表示克莱因瓶。
一个服从欧几里得几何的单连通二维空间是可定向的。
人们广泛相信实际宇宙的时空流形是可定向的。不然，你可沿着某条不可缩道路经过时空一周，当你回来时，你（或宇宙的其余部分，从你的观点来看）将变为左-右互逆，就像自己的一个镜像（参见手征性、利手）。

## 用三角剖分定向
对曲面无论是否嵌入一个周围空间，可定向性是容易定义的。任何曲面有一个三角剖分：分解为一些三角形使得这些三角形的每一条之多与一条其它边黏合。通过对一个三角的每条边选取一个方向（想象在每条边上画一个箭头），使得当我们沿着三角形的边界绕一圈时箭头头尾相连，这样我们可定向每个三角形。如果我们可使得共有一条边的两个三角形在这条边上的箭头相反，则我们说对这个平面做了一个定向。只有在曲面可定向时才能进行如此操作，并且恰有两个不同的取向。
想象曲面上一个图形，可以沿着曲面自由滑动但不能脱离曲面（选择这个图形是因为它的手性）。如果曲面是莫比乌斯带，这个图形沿着带子四处滑动回到起点，则它可能看起来像镜像而不是。如果曲面是球面，则这种现象不会发生。
与上面定义的关系是在一个三角剖分中从一个三角形滑动到另一个三角形对每个三角形给出了一个定向；在一个三角形内部以红-绿-蓝的顺序诱导了每条边上选取一个箭头。一致定向所有三角形的惟一阻碍是当回到最初开始的三角形，它可能诱导方向相反的箭头。显然，如果这永远不发生的话，则我们要求这个曲面可定向，而在发生时我们称这个曲面不可定向。
如上定义可以推广到可三角剖分的n-流形，但这种方式出现了问题：有些4-流形没有三角剖分，而一般地对n > 4某些有三角剖分的n-流形是不等价的。

## 流形的可定向性

### 拓扑定义
一个n-维流形（不论是嵌入在有限维向量空间，还是一个抽象流形）称为不可定向如果在流形上可取一个n-维球的同胚像，在流形中移动后回到原点，使得在道路的最终点这个球反过来了，使用和上面对平面一样的定义。等价地，一个n-维流形不可定向如果包含 (n-1)-维球B与单位区间[0,1]的直积并通过一个反射黏合一端的球B×{0}与另一端球B×{1}所形成的空间的同胚像；例如对3-流形，这是一个实心克莱因瓶。
另一种定义使用结构群语言，一个可定向流形是结构群（一个先验的GL(n)）可约化为保持定向变换的子群GL+(n)。具体地说，一个可定向流形存在一致定向（即所有转移映射保持定向）的一个开n-维球覆盖。这里需要定义局部定向的含义，可使用向量丛的定向（局部定向是在一点切空间的定向）或使用奇异同调（一个定向是在一点p选取第n-阶相对同调群的生成元
{\displaystyle H_{n}(M,M\setminus \{p\};\mathbb {Z} ).\,}）
这样一个流形称为可定向的如果可在整个流形上选取一个一致的局部定向。
使用同调能对紧n-流形定义可定向性而不必考虑局部定向。一个紧n-流形M可定向当且仅当最高阶同调群{\displaystyle H_{n}(M,\partial M;\mathbb {Z} )}同构于{\displaystyle \mathbb {Z} }。考虑单纯同调，应用于任何可三角剖分流形，这使我们可视为这是一个剖分中最高维单形的一致定向的具体表述，在曲面中上一节已经做过。
如果流形有一个微分结构，我们可以使用微分形式语言。

### 微分流形利用最高阶形式定向
另一种考虑可定向性的方式是将其视为在流形的每一点选取一个“右手性”或“左手性”。
正式说，一个{\displaystyle n}-维可微流形称为可定向的如果它有一个{\displaystyle n}阶微分形式（即体积形式）{\displaystyle \omega }在流形的每一点都不为零。反之，给定这样一个形式{\displaystyle \omega }，我们说这个流形由{\displaystyle \omega }定向。
这里观察到的关键点是这样一个微分形式在每一点给出了一个“右手性”选取。一个观察者在沿一个可定向流形运动过程中，不会改变他的手性。

## 可定向二重
一个密切相关的想法是使用覆盖空间概念。对一个连通流形M，取二元组 (x, o)集合M*，这里x是M的一点，o是在x点的一个定向；这里我们假设M光滑从而我们可以在一点的切空间上选取定向，或者使用奇异同调定义定向。那么对M的任何开定向子集，我们考虑相应的二元组集合，定义为M* 的一个开子集。这给出了M* 一个拓扑以及投影将 (x, o)映到x，是一个2-1覆盖映射。这个覆盖空间称为可定向二重覆盖，因为它是可是可定向的。M* 是连通的当且仅当M不可定向。
另一种构造这个覆盖的一个方式是将在一个基点处的环路分成保持定向或逆转定向环路。保持定向环路生成基本群的一个子群要么是整个群要么指数为二。在后一种情形（这意味着存在逆转定向道路），子群对应于连通二重覆盖；这个覆盖由构造过程可定向。在前一种情形，我们可简单地取M的两个副本，每一个对应于不同的定向。

## 向量丛的定向
一個實向量叢，有一個先驗的GL(n) 結構群，稱爲可定向的當結構群可以約化爲正行列式矩陣群{\displaystyle GL^{+}(n)}。如果底流形可定向則這個約化總是可行的，事實上這也提供了定義光滑實流形的方便方法：一個光滑流形定義為可定向如果它的切叢（作爲一個向量叢）是可定向的。注意作爲一個流形，甚至是不可定向流形，切叢自己總是可定向的。

## 相关概念
可定向性的概念本质来自实一般线性群的拓扑{\displaystyle \operatorname {GL} (n,\mathbf {R} )}，具体是最低阶同伦群{\displaystyle \pi _{0}(\operatorname {GL} (n,\mathbf {R} ))=\mathbf {Z} /2}：一个可逆实向量空间变换要么保持定向要么逆转定向。
这不仅对可微流形成立，对拓扑流形也同样成立，因为一个球面的自同伦等价空间有两个连通分支，可称为“保持定向”和“逆转定向”映射。
對稱群类似的概念是偶置换的交错群。